# المسيد (المنيا)
قرية المسيد  هي إحدي القرى التابعة لمركز العدوة بمحافظة المنيا في جمهورية مصر العربية. حسب إحصاءات سنة 2006، بلغ إجمالي السكان في المسيد 8146 نسمة، منهم 4115 رجل و4031 امرأة.